# Alfred Molina
Alfred Molina, nato Alfredo Molina (Londra, 24 maggio 1953), è un attore e doppiatore britannico naturalizzato statunitense.
Tra i primi ruoli della sua carriera c'è stato quello di Satipo, la guida di Indiana Jones in I predatori dell'arca perduta (1981); in seguito interpretò, tra gli altri, Cezar, un antagonista minore nel noto Ladyhawke (1985) e il conte De Raynaud in Chocolat (2000). È noto soprattutto per la sua famosa interpretazione del Dottor Octopus, personaggio che ha portato sul grande schermo nel 2004 in Spider-Man 2 (trilogia di Sam Raimi) e nel 2021 in Spider-Man: No Way Home (trilogia di Jon Watts, facente parte del Marvel Cinematic Universe).

## Biografia
Molina nacque a Paddington, un'area di Westminster (Londra), il 24 maggio 1953, figlio di Esteban Molina, uno chauffeur spagnolo originario di Madrid, e di Giovanna Bonelli, una domestica e cuoca italiana, e crebbe a Notting Hill (Londra). Fa il suo esordio cinematografico con il film I predatori dell'arca perduta (1981) di Steven Spielberg, mentre nel 1987 recita in Prick Up - L'importanza di essere Joe. Interpreta il ruolo del muralista messicano Diego Rivera in Frida (2002), biopic sulla pittrice messicana Frida Kahlo, e di Johann Tetzel in Luther - Genio, ribelle, liberatore (2003). Nel 2004 prende parte al film Spider-Man 2, diretto da Sam Raimi, dove interpreta il villain Dottor Octopus. Nel 2021, a 17 anni di distanza dal secondo film di Sam Raimi, riprende nuovamente il ruolo del Dottor Octopus nel ventisettesimo film del Marvel Cinematic Universe Spider-Man: No Way Home, diretto da Jon Watts, uscito il 17 dicembre dello stesso anno. Nel 2006 recita nel thriller Il codice da Vinci, omonimo adattamento cinematografico del controverso best seller di Dan Brown.
In ambito teatrale, Molina si è distinto a Broadway nella riedizione del 2004 del musical Il violinista sul tetto. Sul grande schermo recita in La Pantera Rosa 2 (2009), insieme a Steve Martin, e l'anno seguente è nel cast del film Prince of Persia - Le sabbie del tempo (2010), basato sull'omonimo videogioco. Nel corso della sua carriera prende parte a numerose altre pellicole come Mai senza mia figlia! (1991), La leggenda di Zanna Bianca (1994), Specie mortale (1995), La famiglia Perez (1995), Premonizioni (1995), Prima e dopo (1996), Boogie Nights - L'altra Hollywood (1997), L'uomo che sapeva troppo poco (1997), Chocolat (2000), Bara con vista (2002) e As You Like It - Come vi piace (2006). Nel 2010 recita la parte del perfido mago Maxim Horvath nel film Disney fantasy L'apprendista stregone, diretto da Jon Turteltaub. Dal 2010 al 2011 è uno dei protagonisti dello spin-off di Law & Order - I due volti della giustizia, Law & Order: Los Angeles, nel ruolo del vice procuratore Ricardo Morales; la serie viene cancellata al termine della prima stagione. A partire dal 2016 prende parte alla serie televisiva TBS Angie Tribeca, nel ruolo del dottor Edelweiss.

## Vita privata
Residente a Los Angeles, era sposato dal 1986 con l'attrice Jill Gascoine, morta nel 2020. Il 9 agosto 2021 si è risposato con la regista Jennifer Lee.
Ha una figlia, Rachel (1980), avuta con la prima moglie. Oltre all'inglese, sua lingua nativa, parla fluentemente lo spagnolo e l'italiano.

## Filmografia

### Attore

#### Cinema
- Rapina in Berkeley Square (A Nightingale Sang in Berkeley Square), regia di Ralph Thomas (1979) - non accreditato
- I predatori dell'arca perduta (Raiders of the Lost Ark), regia di Steven Spielberg (1981)
- Acqua in bocca (Water), regia di Dick Clement (1985)
- Eleni, regia di Peter Yates (1985) - non accreditato
- Ladyhawke, regia di Richard Donner (1985)
- Lettera a Breznev (Letter to Brezhnev), regia di Chris Bernard (1985)
- Prick Up - L'importanza di essere Joe (Prick Up Your Ears), regia di Stephen Frears (1987)
- Manifesto, regia di Dušan Makavejev (1988)
- Mai senza mia figlia! (Not Without My Daughter), regia di Brian Gilbert (1991)
- Le amiche americane (American Friends), regia di Tristram Powell (1991)
- Un incantevole aprile (Enchanted April), regia di Mike Newell (1992)
- The Trial, regia di David Hugh Jones (1993)
- When Pigs Fly, regia di Sara Driver (1993)
- Crociera fuori programma (Cabin Boy), regia di Adam Resnick (1994) - non accreditato
- La leggenda di Zanna Bianca (White Fang 2: Myth of the White Wolf), regia di Ken Olin (1994)
- Maverick, regia di Richard Donner (1994)
- Premonizioni (Hideaway), regia di Brett Leonard (1995)
- The Steal, regia di John Hay (1995)
- La famiglia Perez (The Perez Family), regia di Mira Nair (1995)
- Dead Man, regia di Jim Jarmusch (1995)
- Specie mortale (Species), regia di Roger Donaldson (1995)
- Scorpion Spring, regia di Brian Cox (1995)
- Prima e dopo (Before and After), regia di Barbet Schroeder (1996)
- Desert Moon, regia di Kevin Dowling (1996)
- Anna Karenina, regia di Bernard Rose (1997)
- Boogie Nights - L'altra Hollywood (Boogie Nights), regia di Paul Thomas Anderson (1997)
- A Further Gesture, regia di Robert Dornhelm (1997)
- L'uomo che sapeva troppo poco (The Man Who Knew Too Little), regia di Jon Amiel (1997)
- Gli imbroglioni (The Impostors), regia di Stanley Tucci (1998)
- The Treat, regia di Jonathan Gems (1998)
- Pete's Meteor, regia di Joe O'Byrne (1998)
- Dudley Do-Right, regia di Hugh Wilson (1999)
- Magnolia, regia di Paul Thomas Anderson (1999)
- Chocolat, regia di Lasse Hallström (2000)
- Texas Rangers, regia di Steve Miner (2001)
- Frida, regia di Julie Taymor (2002)
- Bara con vista (Plots with a View), regia di Nick Hurran (2002)
- La mia vita senza me (My Life Without Me), regia di Isabel Coixet (2003) - non accreditato
- Identità (Identity), regia di James Mangold (2003)
- Coffee and Cigarettes, regia di Jim Jarmusch (2003)
- Luther - Genio, ribelle, liberatore (Luther), regia di Eric Till (2003)
- Spider-Man 2, regia di Sam Raimi (2004)
- Crónicas, regia di Sebastián Cordero (2004)
- Il codice da Vinci (The Da Vinci Code), regia di Ron Howard (2006)
- As You Like It - Come vi piace (As You Like It), regia di Kenneth Branagh (2006)
- L'imbroglio - The Hoax (The Hoax), regia di Lasse Hallström (2006)
- E lucean le stelle (The Moon and the Stars), regia di John Irvin (2007)
- Seta (Silk), regia di François Girard (2007)
- The Little Traitor, regia di Lynn Roth (2007)
- Nothing Like the Holidays, regia di Alfredo Rodriguez de Villa (2008)
- The Lodger - Il pensionante (The Lodger), regia di David Ondaatje (2009)
- An Education, regia di Lone Scherfig (2009)
- La Pantera Rosa 2 (The Pink Panther 2), regia di Harald Zwart (2009)
- Prince of Persia - Le sabbie del tempo (Prince of Persia: The Sands of Time), regia di Mike Newell (2010)
- The Tempest, regia di Julie Taymor (2010)
- L'apprendista stregone (The Sorcerer's Apprentice), regia di Jon Turteltaub (2010)
- Abduction - Riprenditi la tua vita (Abduction), regia di John Singleton (2011)
- The Forger, regia di Lawrence Roeck (2012)
- La verità su Emanuel (Truth About Emanuel), regia di Francesca Gregorini (2013)
- Da tre a zero (Return to Zero), regia di Sean Hanish (2014)
- We'll Never Have Paris, regia di Jocelyn Towne e Simon Helberg (2014)
- I toni dell'amore - Love Is Strange (Love Is Strange), regia di Ira Sachs (2014)
- Vendetta e redenzione (Swelter), regia di Keith Parmer (2014)
- Il segreto dei suoi occhi (Secret in Their Eyes), regia di Billy Ray (2015)
- Whiskey Tango Foxtrot, regia di Glenn Ficarra e John Requa (2016)
- Little Men, regia di Ira Sachs (2016)
- Paint It Black, regia di Amber Tamblyn (2016)
- Message from the King, regia di Fabrice Du Welz (2016)
- Quando un padre (A Family Man), regia di Mark Williams (2016)
- Sister Cities, regia di Sean Hanish (2016)
- Breakable You, regia di Andrew Wagner (2017)
- Vice - L'uomo nell'ombra (Vice), regia di Adam McKay (2018)
- Saint Judy, regia di Sean Hanish (2018)
- The Front Runner - Il vizio del potere (The Front Runner), regia di Jason Reitman (2018)
- Don't Let Go, regia di Jacob Estes (2019)
- Frankenstein's Monster's Monster, Frankenstein, regia di Daniel Gray Longino (2019)
- The Devil Has a Name, regia di Edward James Olmos (2019)
- Una donna promettente (Promising Young Woman), regia di Emerald Fennell (2020)
- The Water Man, regia di David Oyelowo (2020)
- Spider-Man: No Way Home, regia di Jon Watts (2021)
- The Instigators, regia di Doug Liman (2024)
- Il magico mondo di Harold (Harold and the Purple Crayon), regia di Carlos Saldanha (2024)

#### Televisione
- The Losers – serie TV, 5 episodi (1978)
- Bognor – serie TV, episodi 1x15 e 1x16 (1981)
- Anyone for Denis?, regia di Dick Clement – film TV (1982)
- Reilly, l'asso delle spie (Reilly: Ace of Spies) – miniserie TV, episodio 1x7 (1983)
- Meantime, regia di Mike Leigh – film TV (1984)
- Angels in the Annexe, regia di Rob Walker – film TV (1984)
- Number One, regia di Les Blair – film TV (1985)
- C.A.T.S. Eyes – serie TV, episodio 1x12 (1985)
- Casualty – serie TV, episodio 1x4 (1986)
- Miami Vice – serie TV, episodio 4x4 (1987)
- Saracen – serie TV, episodio 1x3 (1989)
- Screen One – serie TV, 4 episodi (1989-1992)
- Screen Two – serie TV, 4 episodi (1989-1995)
- EI C.I.D. – serie TV, episodi 13 episodi (1990-1991)
- Performance – serie TV, episodio 1x5 (1991)
- Ashenden – miniserie TV, episodio 1x4 (1991)
- Boon – serie TV, episodio 6x14 (1991)
- A Year in Provence – miniserie TV, episodi 1x3 e 1x4 (1993)
- Crime Story – serie TV, episodio 2x2 (1993)
- The Marshal, regia di Alan Clayton – film TV (1993)
- Codice genetico, regia di Yvonne Mackay – film TV (1993)
- Requiem Apache, regia di David Ward Jones – film TV (1994)
- Tracey Takes On... – serie TV, episodio 1x4 (1996)
- The Place of Lions, regia di Audrey Cooke – film TV (1997)
- Due Coppie (Rescuers: Stories of Courage: Two Couples), regia di Lynne Littman e Tim Hunter – film TV (1998)
- Ladies Man – serie TV, 30 episodi (1999-2001)
- Assassinio sull'Orient Express (Murder on the Orient Express), regia di Carl Schenkel – film TV (2001)
- Bram and Alice – serie TV, 8 episodi (2002)
- Law & Order - Unità vittime speciali (Law & Order: Special Victims Unit) – serie TV, Episodio 6x20 (2005)
- Law & Order - Il verdetto (Law & Order: Trial by Jury) – serie TV, 1 episodio (2005)
- The Company – miniserie TV (2007)
- Detective Monk (Monk) – serie TV, episodio 6x03 (2007)
- Courtroom K, regia di Anthony e Joe Russo – film TV (2008)
- Law & Order: Los Angeles (Law & Order: LA) – serie TV, 16 episodi (2010-2011)
- Harry's Law – serie TV, 3 episodi (2011)
- Innocente (Innocent), regia di Mike Robe – film TV (2011)
- Roger & Val Have Just Got In – serie TV, 12 episodi (2010-2012)
- Loving Miss Hatto, regia di Aisling Walsh – film TV (2013)
- Monday Mornings – serie TV, 10 episodi (2013)
- Assistance, regia di Adam Bernstein – film TV (2013)
- Drunk History – serie TV, episodio 1x6 (2013)
- The Normal Heart, regia di Ryan Murphy – film TV (2014)
- Matador – serie TV, 13 episodio (2014)
- Show Me a Hero – miniserie TV, 6 episodi (2015)
- Angie Tribeca – serie TV, 14 episodi (2016-2017)
- Funny or Die presenta: L'arte di fare affari di Donald Trump - Il film (Donald Trump's The Art of the Deal: The Movie), regia di Jeremy Konner – film TV (2016)
- Close to the Enemy – miniserie TV, 7 episodi (2016)
- Dragons: Race to the Edge – serie TV, 6 episodi (2016-2017)
- Long Day's Journey Into Night: Live, regia di David Horn – film TV (2017)
- Feud – serie TV, 8 episodi (2017)
- I'm Dying Up Here - Chi è di scena? (I'm Dying Up Here) – serie TV, episodio 1x1 (2017)
- Roar – serie TV, episodio 01x08 (2022)
- Il Commissario Gamache - Misteri a Three Pines (Three Pines) – serie TV, 8 episodi (2022)

#### Cortometraggi
- Revolutionary Witness: The Preacher, regia di Jonathan Dent (1989)
- Orchids, regia di Bryce Dallas Howard (2006)
- Lessons in Self-Defense, regia di Lee Miller (2009)
- Big Guy, regia di David Oyelowo (2009)
- Serena, regia di Rodrigo García (2012)

### Doppiatore
- La famiglia della giungla (The Wild Thornberrys Movie) – serie TV, 1 episodio (1998)
- The Miracle Maker, regia di Stanislav Sokolov e Derek W. Hayes (2000)
- Justice League – serie animata, 2 episodi (2003)
- Spider-Man 2 – videogioco (2004)
- Steamboy (Suchîmubôi), regia di Katsuhiro Ōtomo (2004)
- Joan of Arc – documentario (2005)
- Stai fresco, Scooby-Doo! (Chill Out, Scooby-Doo!), regia di Joe Sichta (2007)
- I dieci comandamenti (The Ten Commandments), regia di Bill Boyce e John Stronach (2007)
- Wonder Woman, regia di Lauren Montgomery (2009)
- Yes, Virginia, regia di Pete Circuitt – film TV (2009)
- The Life & Times of Tim – serie animata, 2 episodi (2010-2012)
- Rango, regia di Gore Verbinski (2011)
- Kung Fu Panda - Mitiche avventure (Kung Fu Panda: Legends of Awesomeness) – serie animata, episodio 2x07 (2012)
- Robot Chicken: DC Comics Special, regia di Seth Green (2012)
- Gravity Falls – serie animata, 3 episodi (2012-2016)
- Monsters University, regia di Dan Scanlon (2013)
- Poe, regia di Michael Sporn (2013)
- Justin e i cavalieri valorosi (Justin and the Knights of Valour), regia di Manuel Sicilia (2013)
- The Stowaway – cortometraggio (2014)
- Rick and Morty – serie animata, 1 episodio (2014)
- The Elder Scrolls Online – videogioco (2014)
- Robot Chicken DC Comics Special II: Villains in Paradise, regia di Seth Green e Zeb Wells (2014)
- Cosmos: Odissea nello spazio (Cosmos: A Spacetime Odyssey) – documentario (2014)
- The Prophet, regia di Roger Allers e Gaëtan Brizzi (2014)
- Word Girl (WordGirl) – serie animata, 1 episodio (2014)
- Heavenly Sword, regia di Gun Ho Jang (2014)
- Penn Zero: Eroe Part-Time (Penn Zero: Part-Time Hero) – serie animata, 38 episodi (2014-2015)
- Strange Magic, regia di Gary Rydstrom (2015)
- Axe Cop – serie animata, 2 episodi (2015)
- Robot Chicken DC Comics Special 3: Magical Friendship, regia di Tom Sheppard e Zeb Wells (2015)
- Girls vs. Aliens – cortometraggio (2016)
- American Dad! – serie animata, episodi 12x01-15x23 (2016, 2020)
- Justice League Dark, regia di Jay Oliva (2017)
- Wilson's Heart – cortometraggio (2017)
- Ralph spacca Internet (Ralph breaks the Internet), regia di Phil Johnston e Rich Moore (2018)
- Frozen II - Il segreto di Arendelle (Frozen II), regia di Chris Buck e Jennifer Lee (2019)
- I Greens in città (Big City Greens) – serie animata, 1 episodio (2020)
- Solar Opposites – serie animata, 4 episodi (2020)
- I Griffin (Family Guy) – serie animata, episodi 18x17-19x05 (2020)
- Monsters & Co. la serie - Lavori in corso! (Monsters at Work) – serie animata, episodio 1x01 (2021)
- Maya e i tre guerrieri, serie animata, 9 episodi (2021)
- DC League of Super-Pets, regia di Jared Stern (2022)
- Star Wars: Skeleton Crew – serie TV, episodi 1x03 (2024)

### Produttore
- Ladies Man – serie TV, 22 episodi (1999-2000)

## Teatrografia (parziale)
- Morte accidentale di un anarchico di Dario Fo. Half Moon Theatre di Londra (1979)
- Oklahoma!, libretto di Oscar Hammerstein II, colonna sonora di Richard Rodgers. Palace Theatre di Londra (1980)
- Serious Money di Caryl Churchill. Royal Court Theatre e Wyndham's Theatre di Londra (1987)
- Enrico IV, parte I di William Shakespeare. Public Theater dell'Off-Broadway (1991)
- La notte dell'iguana di Tennessee Williams. National Theatre di Londra (1992)
- Art di Yasmina Reza. Bernard B. Jacobs Theatre di Broadway (1998)
- True West di Sam Shepard. Skirball Cultural Center di Los Angeles (2001)
- Riccardo III di William Shakespeare. Odyssey Theatre di Los Angeles (2002)
- Fiddler on the Roof, libretto di Joe Masteroff, testi di Sheldon Harnick, colonna sonora di Jerry Bock. Minskoff Theatre di Broadway (2004)
- Il giardino dei ciliegi di Anton Čechov. Mark Taper Forum di Los Angeles (2006)
- Red di John Logan. Donmar Warehouse di Londra (2009), John Golden Theatre di Broadway (2010), Mark Taper Forum di Los Angeles (2012)
- Copenaghen di Michael Frayn. The James Bridges Theater di Los Angeles (2013)
- Un nemico del popolo di Henrik Ibsen. The James Bridges Theater di Los Angeles (2014)
- Lungo viaggio verso la notte di Eugene O'Neill. Geffen Playhouse di Los Angeles (2017)
- Red di John Logan. Wyndham's Theatre di Londra (2018)
- Il padre di Florian Zeller. Pasadena Playhouse di Pasadena (2020)
- Zio Vanja di Anton Čechov. Vivian Beaumont Theater di Broadway (2024)

## Riconoscimenti
- Premio BAFTA
  - 2003 - Candidatura come miglior attore non protagonista per Frida
  - 2010 - Candidatura come miglior attore non protagonista per An Education
- Premio Emmy
  - 2014 - Candidatura come miglior attore non protagonista in un film TV o una mini-serie per The Normal Heart
- Golden Globe
  - 2018 - Candidatura come miglior attore non protagonista in una serie per Feud
- Independent Spirit Awards
  - 2015 - Candidatura come miglior attore non protagonista per I toni dell'amore - Love Is Strange
- Screen Actors Guild Award
  - 2003 - Candidatura come miglior attore non protagonista cinematografico per Frida
  - 2010 - Candidatura al miglior cast cinematografico (con Dominic Cooper, Carey Mulligan, Rosamund Pike, Peter Sarsgaard, Emma Thompson, Olivia Williams) per An Education
- Critics' Choice Award
  - 2003 - Candidatura come miglior attore non protagonista per Frida
  - 2010 - Candidatura come miglior attore non protagonista per An Education
- London Critics Circle Film Award
  - 2005 - Candidatura come attore non protagonista dell'anno per Spider-Man 2
  - 2008 - Candidatura come attore non protagonista britannico dell'anno per L'imbroglio - The Hoax
- Dallas-Fort Worth Film Critics Association Award
  - 2014 - Candidatura come miglior attore non protagonista per I toni dell'amore – Love Is Strange
- British Independent Film Award
  - 2009 - Candidatura come migliore attore non protagonista per An Education
- Saturn Award
  - 2005 - Candidatura al miglior attore non protagonista per Spider-Man 2
  - 2022 - Candidatura al miglior attore non protagonista per Spider-Man: No Way Home
- Premio Visual Effects Society
  - 2005 - Miglior attore negli effetti visivi per Spider-Man 2
- People's Choice Awards
  - 2005 - Candidatura come cattivo cinematografico preferito per Spider-Man 2
- Satellite Award
  - 2004 - Candidatura come miglior attore non protagonista per Frida
  - 2005 - Candidatura come miglior attore non protagonista per Spider-Man 2
- MTV Movie Awards
  - 2005 - Candidatura come miglior cattivo per Spider-Man 2

## Doppiatori italiani
Nelle versioni in italiano delle opere in cui ha recitato, Alfred Molina è stato doppiato da:
- Massimo Lodolo in Spider-Man 2, Il codice da Vinci, E lucean le stelle, An Education, Abduction - Riprenditi la tua vita, Innocente, Da tre a zero, Vendetta e redenzione, Show Me a Hero, Don't Let Go, Spider-Man: No Way Home, Roar, Il commissario Gamache - Misteri a Three Pines
- Ennio Coltorti in Un incantevole aprile, Chocolat, Texas Rangers, Frida, The Company, Feud, The Front Runner - Il vizio del potere
- Roberto Pedicini in Prince of Persia - Le sabbie del tempo, L'apprendista Stregone, Law & Order: LA, Harry's Law, The Normal Heart, Il segreto dei suoi occhi
- Marco Mete in La famiglia Perez, Boogie Nights - L'altra Hollywood, The Water Man, The Instigators
- Francesco Pannofino in L'uomo che sapeva troppo poco, Magnolia, The Lodger - Il pensionante, I toni dell'amore - Love is Strange
- Alberto Angrisano in Bram and Alice, Quando un padre, Saint Judy
- Pasquale Anselmo in Law & Order - Unità vittime speciali, Coffee and Cigarettes, Law & Order - Il verdetto
- Antonio Sanna in Premonizioni, Prima e dopo
- Gianni Giuliano in Specie mortale, Angie Tribeca
- Massimo Rossi in Luther - Genio, ribelle, liberatore, La Pantera Rosa 2
- Franco Mannella in As You Like It - Come vi piace, L'imbroglio - The Hoax
- Franco Zucca in Bara con vista, Message from the King
- Mauro Gravina in I predatori dell'arca perduta
- Mino Caprio in Prick Up - L'importanza di chiamarsi Joe
- Oreste Rizzini in Mai senza mia figlia
- Fabrizio Pucci in La leggenda di Zanna Bianca
- Paolo Buglioni ne Gli imbroglioni
- Eugenio Marinelli in Maverick
- Pino Insegno in Anna Karenina
- Oliviero Dinelli in Dudley Do-Right
- Enzo Avolio in Detective Monk
- Sergio Di Stefano in Identità
- Stefano De Sando in Seta
- Gino La Monica in Storie di coraggio - Due coppie
- Gianni Gaude in Matador
- Roberto Draghetti in Whiskey Tango Foxtrot
- Dario Oppido in I'm Dying Up Here - Chi è di scena?
- Alessio Cigliano in Vice - L'uomo nell'ombra
- Riccardo Polizzy Carbonelli in Una donna promettente
- Massimo Lopez in Il magico mondo di Harold
- Francesco Meoni ne I predatori dell'arca perduta (ridoppiaggio)

Da doppiatore è sostituito da:
- Stefano Benassi in Frozen II - Il segreto di Arendelle, I Maghi - I racconti di Arcadia, Trollhunters - L'ascesa dei Titani
- Stefano De Sando in Monsters University, Monsters & Co. la serie - Lavori in corso!
- Mario Cordova in Rick and Morty, Strange Magic
- Ennio Coltorti ne I Griffin
- Roberto Pedicini in American Dad!
- Ambrogio Colombo in The Miracle Maker
- Paolo Marchese in Wonder Woman
- Saverio Moriones in Rango
- Luca Biagini in Kung Fu Panda - Mitiche avventure
- Franco Mannella in Justin e i cavalieri valorosi
- Massimo Lodolo in Penn Zero: Eroe part-time
- Francesco Pannofino in Ralph spacca Internet
- Saverio Indrio in Solar Opposites
- Fabrizio Temperini in Star Wars: Skeleton Crew